# 魏斯普拉特山
47°0′35″N 9°52′16″E / 47.00972°N 9.87111°E

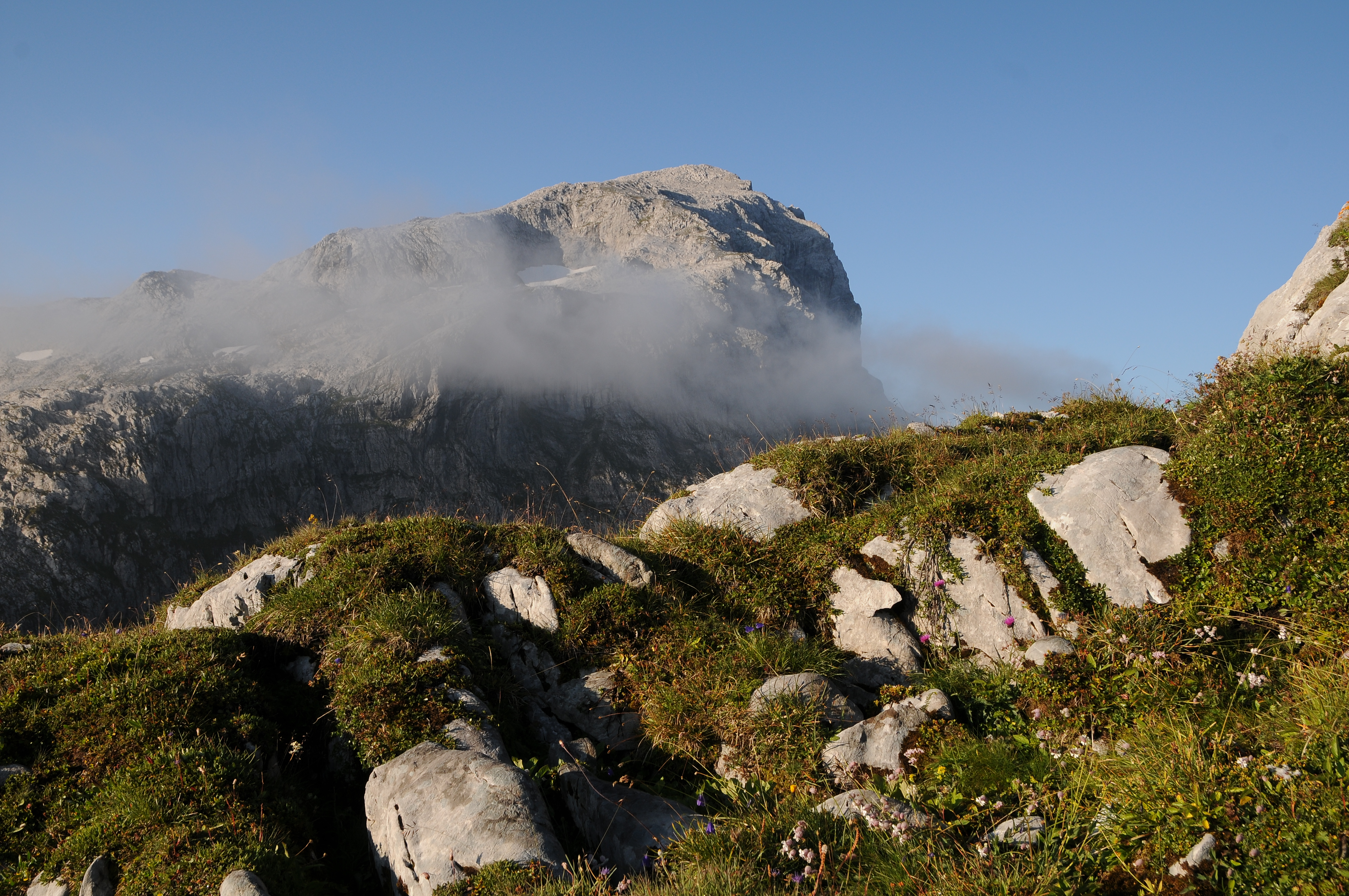

魏斯普拉特山（德語：Weißplatte），是中歐的山脈，位於瑞士和奧地利接壤的邊境，屬於雷蒂孔山的一部分，距離蘇爾茨弗盧赫山2.3公里，海拔高度2,630米，每年平均降雨量1,729毫米。